# アベリオ・スコットレール

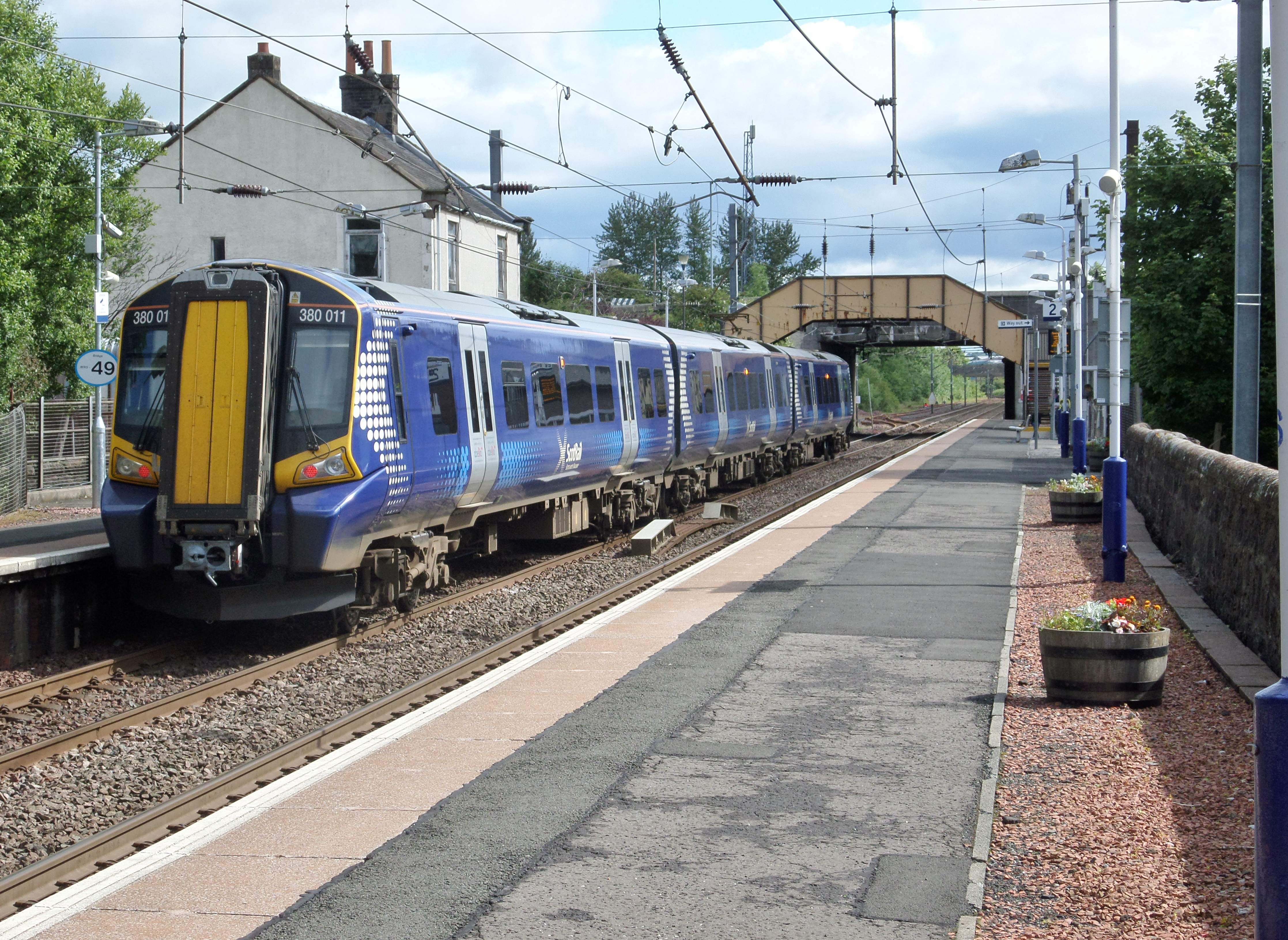
380形電車

アベリオ・スコットレール（英: Abellio ScotRail）は、スコットランドで列車運行を行うイギリスの列車運行会社である。オランダ国鉄子会社のアベリオが所有し、2015年4月1日よりスコットレールの営業権にて運行を開始した。

## 歴史
2013年11月、ファースト・スコットレールの営業権満了に伴う次期営業権の入札候補にアベリオ、アリーヴァ、ファーストグループ、香港鉄路およびナショナル・エクスプレスが名乗りを上げたことがスコットランド運輸省より発表された。2014年10月に、アベリオが営業権を獲得した。営業権は2022年3月31日までの7年間であり、更に3年間の延長オプションが行使できる。

## 列車
従来のファースト・スコットレールの営業権のうち、寝台列車「カレドニアン・スリーパー」を除く全ての列車の運行を継承した。カレドニアン・スリーパーは営業権が独立し、サーコ社による運行となる。

## 駅一覧
スコットランドの346駅をアベリオ・スコットレールが運営する。グラスゴー・プレストウィック空港が所有し運営するグラスゴー・プレストウィック空港駅、およびネットワーク・レールが管理するエディンバラ・ウェイヴァリーおよびグラスゴー・セントラルについては含まれない。アベリオ・スコットレールはロッカビーも運営するが駅を通じてサービスは行わず、現在決定している日付にイースト・コーストが運営しているダンバーを引き継ぐ。

## 車両
ファースト・スコットレールから継承した以下の車両を使用している。

### 現有車両
| 形式                | 画像 | 車種   | 最高速度 | 最高速度 | 車両数                              | 運行路線 | 製造年    |
| 形式                | 画像 | 車種   | mph      | km/h     | 車両数                              | 運行路線 | 製造年    |
| ------------------- | ---- | ------ | -------- | -------- | ----------------------------------- | -------- | --------- |
| 156形               |      | 気動車 | 75       | 120      | 48編成                              |          | 1987-1989 |
| 158形               |      | 気動車 | 90       | 145      | 48編成                              |          | 1989-1992 |
| 170形               |      | 気動車 | 100      | 161      | 59編成                              |          | 1998-2005 |
| 314形               |      | 電車   | 75       | 121      | 16編成                              |          | 1979      |
| 318形               |      | 電車   | 90       | 145      | 21編成                              |          | 1986-1987 |
| 320形               |      | 電車   | 90       | 145      | 22編成                              |          | 1990      |
| 334形「ジュニパー」 |      | 電車   | 90       | 145      | 40編成                              |          | 1999-2002 |
| 380形「デジロ」     |      | 電車   | 100      | 160      | 22編成（3両編成） 16編成（4両編成） |          | 2009-2011 |

### 導入予定車両

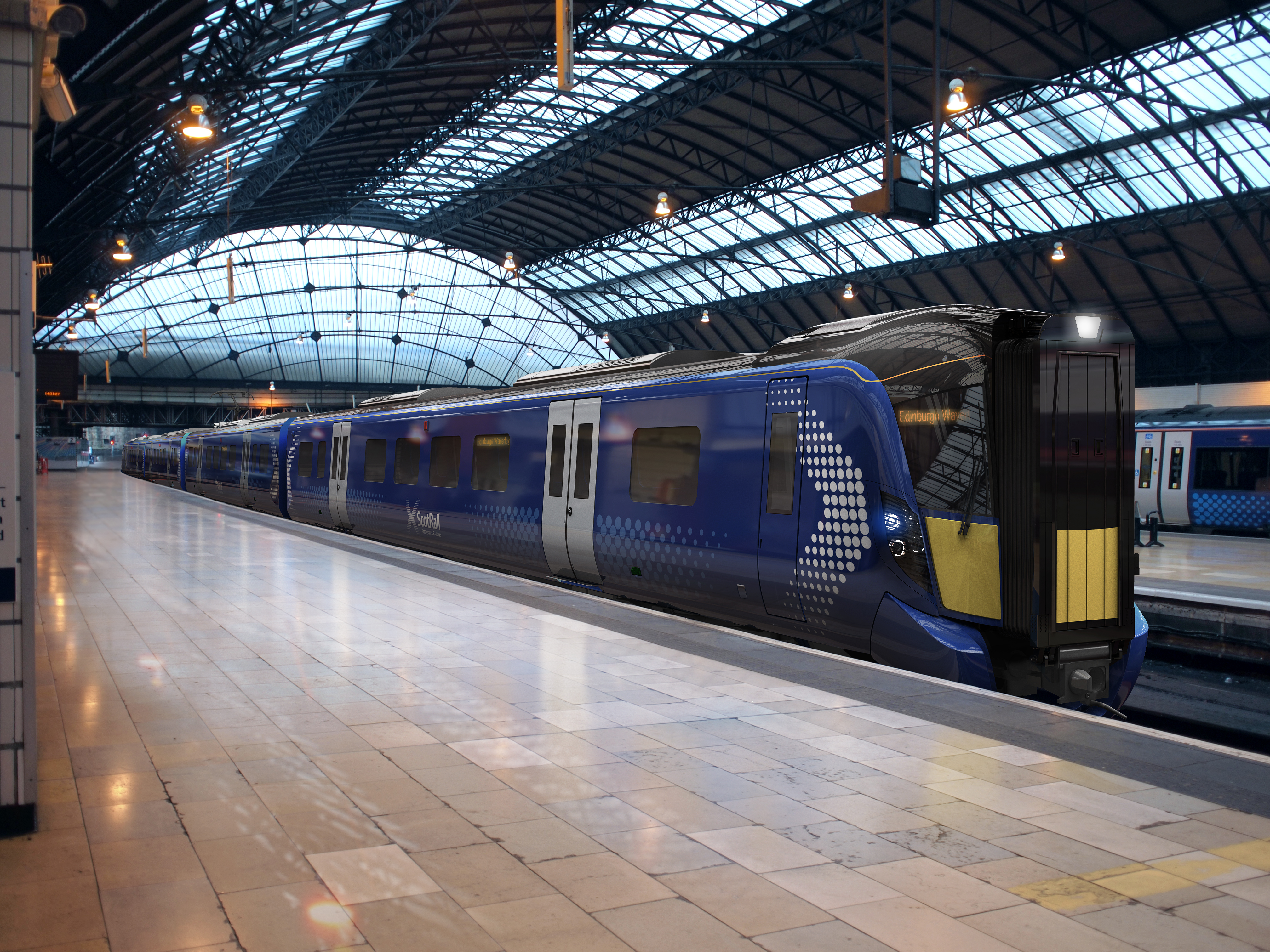
385形電車（日立AT-200）

アベリオ・スコットレールは、エディンバラ・グラスゴー間の近代化計画の一環として行われる電化に伴い、2017年12月より3両編成46編成および4両編成24編成の日立製作所「AT-200」を385形として投入する。営業権3年間延長のオプションが行使された際は、さらに4両編成10編成を発注する。また、 エディンバラ、グラスゴー、アバディーンおよびインヴァネス間の長距離列車に2018年12月より27編成のHST改造車を投入する。

## 車両基地
保有車両はエディンバラ・ヘイマーケット、グラスゴー・イーストフィールド、グラスゴー・シールズ・ロード、コーカーヒルおよびインヴァネスの各車両基地にて維持保守される。